# Мегді
Мегді́ або Магді́ (араб. مَهْدِي, Mehdi) або Мехді (азер. та алб. Mehdi) — арабське мусульманське ім'я, що означає "той, що йде правильним шляхом". Ім'я особливо поширене в Ірані, Алжирі та Тунісі, але й в інших мусульманських країнах.